# Künstliche Intelligenz in der Hochschullehre
Künstliche Intelligenz in der Hochschullehre ist ein Teilgebiet der Künstlichen Intelligenz und eine Ausprägung der Lehrtechnologie, welches sich mit der Unterstützung der Hochschullehre durch automatisiertes intelligentes Verhalten beschäftigt.

## Geschichte
Die Geschichte des Einsatzes künstlicher Intelligenz (KI) in der Hochschullehre beginnt mit ersten Experimenten in den 1970er Jahren, wo die Nutzung Künstlicher Intelligenz in Computer-Aided Instruction mit Hilfe von Systemen wie SCHOLAR erprobt wurde. SCHOLAR konnte einfache Dialoge zu bestimmten Themen durchführen, war jedoch vom Aufbau ähnlich deterministisch wie ELIZA. Mitte der 1970er wurden ähnlich deterministische Werkzeuge zum Erlernen von Programmiersprachen und natürlichen Sprachen eingesetzt.
Besonders seit den 2010er Jahren erlebte der Einsatz von KI einen deutlichen Aufschwung durch die Verfügbarkeit leistungsfähigerer Algorithmen und größerer Datenmengen. KI-Systeme wurden in verschiedenen Aspekten der Hochschullehre eingesetzt, darunter personalisiertes Lernen und die automatisierte Bewertung von Studentenarbeiten.
In den frühen 2020er Jahren begann mit der öffentlichen Verfügbarkeit von Large Language Models, insbesondere ChatGPT, wie auch in anderen Anwendungsbereichen, eine rapide Entwicklung von neuen Werkzeugen zur Unterstützung der Lehre. Der Fokus rückte dabei von deterministischen und traditionellen Machine Learning Systemen zu Generativen Transformers. Dabei hat die Integration von KI in die Hochschullehre jedoch auch zu Diskussionen über ethische Aspekte, Datenschutz und die Rolle des Lehrpersonals in einer zunehmend digitalisierten Bildungslandschaft geführt.

## Anwendungsbeispiele
Künstliche Intelligenz (KI) findet in der Hochschullehre immer mehr Anwendung und transformiert die Art und Weise, wie Lehrinhalte erstellt, vermittelt und verwaltet werden. Hier sind einige wichtige Einsatzgebiete der KI in der Hochschullehre:

### Personalisierte Lernpfade
KI-Systeme können Lerninhalte basierend auf dem individuellen Fortschritt und den Bedürfnissen der Studierenden anpassen und individuelle Lernpfade ermöglichen; diese Idee geht auf die 60er Jahre zurück. Durch die Analyse von Leistungsdaten können solche Systeme Schwächen erkennen und spezifische Materialien oder Übungen vorschlagen, um diese zu adressieren. Diese Strategie ist eng verwandt zum Programmierten Unterricht.

### Automatisierte Bewertung
KI kann verwendet werden, um Aufgaben und Prüfungen zu bewerten, sowohl zur unmittelbaren Unterstützung des Lernens (formatives Assessment) als auch zur Überprüfung des Erreichens von Lernzielen (summatives Assessment). Dies erspart Lehrkräften Zeit und ermöglicht es ihnen, sich auf komplexere Bewertungen und Feedback zu konzentrieren.
Untersuchungen zeigten jedoch, dass die Zeitersparnis durch KI-gestützte Bewertung im Rahmen des summativen Assessments von Textaufgaben mit erheblichen Risiken für die Bewertungsqualität verbunden sein kann. So deutet beispielsweise die Analyse eines Angebots für KI-Korrekturhilfe, die mit einer Entlastung für Lehrkräfte wirbt, auf methodische und technische Schwächen dieser Systeme hin. Die Studie zeigt, dass die automatisierten Rückmeldungen des KI-Tools oft uneinheitlich und wenig nachvollziehbar sind. Zudem zeigen die Ergebnisse, dass die Bewertung von Textaufgaben teilweise zufällig ausfällt und keinem klar erkennbaren Bewertungsmaßstab folgt.
Bei freien Essays oder fehlenden expliziten Bewertungskriterien zeigt sich die oft geringe Fähigkeit der Tools, unsinnige oder KI-generierte Eingaben zuverlässig zu erkennen. Dies unterstreicht die Notwendigkeit von detaillierten Rubriken und der Etablierung von Mechanismen, die die Vertrauenswürdigkeit der KI-Entscheidungen überwachen.
Menschliche Überprüfung der KI-Bewertung ist unerlässlich, was in der Europäischen Union auch rechtlich verlangt wird, da diese Aktivität in der Verordnung über künstliche Intelligenz als „Hochrisiko“ eingestuft ist. Je nach Anwendung kann deshalb die KI-gestützte Bewertung die versprochene Zeitersparnis nicht gewährleisten.

### Intelligente Tutorensysteme
Diese Systeme bieten Studierenden zusätzliche Unterstützung, indem sie Fragen beantworten und Erklärungen zu komplexen Themen liefern. Dies kann insbesondere durch Chatbots realisiert werden, welche häufig auf Retrieval-Augmented Generation mit Vorlesungskripten als Referenz beruhen. Die Bots können als jederzeit verfügbare Erweiterung von Sprechstunden mit studentischen Tutoren angesehen werden.

### Erkennung von Betrug und Plagiaten
KI-Tools können verwendet werden, um Plagiate in studentischen Arbeiten zu identifizieren und zu verhindern. Ebenso können sie bei Online-Prüfungen Überwachungsfunktionen übernehmen, um zu versuchen, sicherzustellen, dass alle Studierenden die Tests unter fairen Bedingungen ablegen. Die Wahrung der Persönlichkeits- und Urheberrechte ist dabei zu beachten, wenn Cloud-Dienste genutzt werden, insbesondere bei der Verwendung von Webkameras oder wenn die eingereichten Dokumente vom Anbieter zu Trainingszwecken der Modelle verwendet werden.
Weniger erfolgreich sind sehr häufig Werkzeuge, die die Verwendung von KI bei der Erstellung von Arbeiten erkennen sollen, da diese bei durch Menschen geschriebene Texten oft falsch-positive Ergebnisse liefern, bisweilen aber auch falsch-negative Ergebnisse bei durch neuere Sprachmodelle erzeugten Texten.

### Lehrplanentwicklung
KI kann helfen, Trends und Lücken in Lehrplänen zu analysieren und Vorschläge für deren Optimierung zu machen, wobei Sprachmodelle hier davon profitieren, dass gängige Lehrmaterialien im Allgemeinen einen substantiellen Teil des zum Training verwendeten Textkorpus ausmachen. Durch die Analyse von Studentendaten und Feedback haben solche Systeme zudem das Potential, Lehrpläne aktuell und relevant zu halten, jedoch stehen konkrete Studien zu diesem Thema noch aus.

### Analytik und Prognostik
Durch die Analyse großer Mengen von Bildungsdaten kann KI Muster erkennen und Prognosen über Studienerfolg und Studienabbrüche erstellen, eine Idee, die im Rahmen von Educational Data-Mining und Learning Analytics auf die 90er Jahre zurückgeht. Diese Informationen können genutzt werden, um frühzeitig unterstützende Maßnahmen zu ergreifen und die Studierendenleistung zu verbessern.
Diese Technologien bieten große Chancen, stellen aber auch Herausforderungen dar, insbesondere in Bezug auf Datenschutz, ethische Überlegungen und die Notwendigkeit, Lehrkräfte in der Nutzung dieser neuen Tools zu schulen. Die erfolgreiche Integration von KI in die Hochschullehre erfordert eine sorgfältige Planung und kontinuierliche Bewertung der Auswirkungen auf Studierende und Lehrpersonal.

### Barrierefreiheit
Künstliche Intelligenz kann zur Barrierefreiheit in der Hochschullehre beitragen. Beispiele sind die automatische Untertitelung von Vorlesungsaufzeichnungen oder die Bereitstellung von Alt-Texten für Abbildungen und Formeln.

## Herausforderungen
Die Tatsache, dass Large Language Models in der Lage sind, einführende Hochschulkurse beruhend auf deren Prüfungsmaterialien zu bestehen, sowie Konzeptinventare zu meistern, wirft neue Frage und Herausforderungen für die Curriculums-Entwicklung auf. Studierende machen regen Gebrauch von diesen Werkzeugen und erwarten, dies auch im Berufsleben zu tun; von der Hochschule erwarten sie Problemstellungen, die man nicht mit KI lösen kann. Eine besondere Aufmerksamkeit erfahren hier klassische Schreibaufgaben wie Zusammenfassungen oder Essays, aber auch einfache Programmieraufgaben unterliegen einer kritischen Betrachtung. Während diese Fragen bearbeitet werden, gibt es stark wachsende Besorgnis um die akademische Integrität studentischer Ausarbeitungen. In diesem Zusammenhang wird die Fähigkeit, präzise Prompts zu formulieren, als neue Schlüsselkompetenz im akademischen und beruflichen Umfeld gesehen. „Prompt-Engineering beschreibt die menschliche Problemlösungskompetenz, eine Generative Künstliche Intelligenz (GKI) mittels textueller Spracheingabe produktiv einzusetzen.“